# Nämdöskärgårdens nationalpark
Nämdöskärgårdens nationalpark är en planerad nationalpark i Sverige. Den omfattar bland annat de två befintliga naturreservaten Bullerö och Långviksskärs naturreservat, som ingår i EU-nätverket Natura 2000, och ett större havsområde öster om dessa.
Det officiella startskottet för projektet att bilda en ny nationalpark i Nämdöskärgården ägde rum 2020. Projektbeställare är Naturvårdsverket, som har regeringens uppdrag att leda arbetet, som drivs i samverkan med Länsstyrelsen Stockholm, Havs- och vattenmyndigheten och Värmdö kommun. I arbetet deltar också bland andra Skärgårdsstiftelsen. Det är regeringen och riksdagen som fattar det slutliga beslutet om bildandet. Målet är att nationalparken ska invigas 2025.

## Tidplan
Tidplan:
- 2020 Officiellt startskott
- 2020-2023 Inventering av naturvärden, markköp, förslag till föreskrifter och skötselplan. Utredning och förslag rörande anordningar och information för besökare.
- 2023 Föreskrifter med mera skickas på remiss i slutet av året
- 2024 Naturvårdsverket föreslår ny nationalpark för regeringen
- 2025 Planerad invigning

## Nationalparkens område
En av förutsättningarna för bildandet av en nationalpark är att staten äger hela området parken omfattar, såväl mark som vatten. Markförvärv är därför en nödvändig del i processen att bilda en ny nationalpark. 
Nationalparken planeras omfattas bland annat de två befintliga naturreservaten Bullerö och Långviksskärs naturreservat, som ingår i EU-nätverket Natura 2000och ett större havsområde öster om de två reservaten. Den slutliga omfattningen avgörs dock först i samband med regeringsbeslutet om inrättandet av parken.
Genom Naturvårdsverket äger staten Bullerö naturreservat, men övriga delar av den planerade parken behöver förvärvas. Vad gäller Långviksskärs naturreservat kom Naturvårdsverket och Skärgårdsstiftelsen 2021 överens om ett markbyte.  Naturvårdsverket tar över de åtta niondelar, som idag ägs av Skärgårdsstiftelsen, medan Skärgårdsstiftelsen istället blir fastighetsägare inom Fjärdlångs naturreservat.
Enligt besked från Länsstyrelsen Stockholm i maj 2023 kommer Långskärs naturreservat och Biskopsö naturreservat, som ingick i den ursprungliga planen inte att ingå, då berörda markägare inte avser att sälja dessa områden till staten.

## Bildgalleri

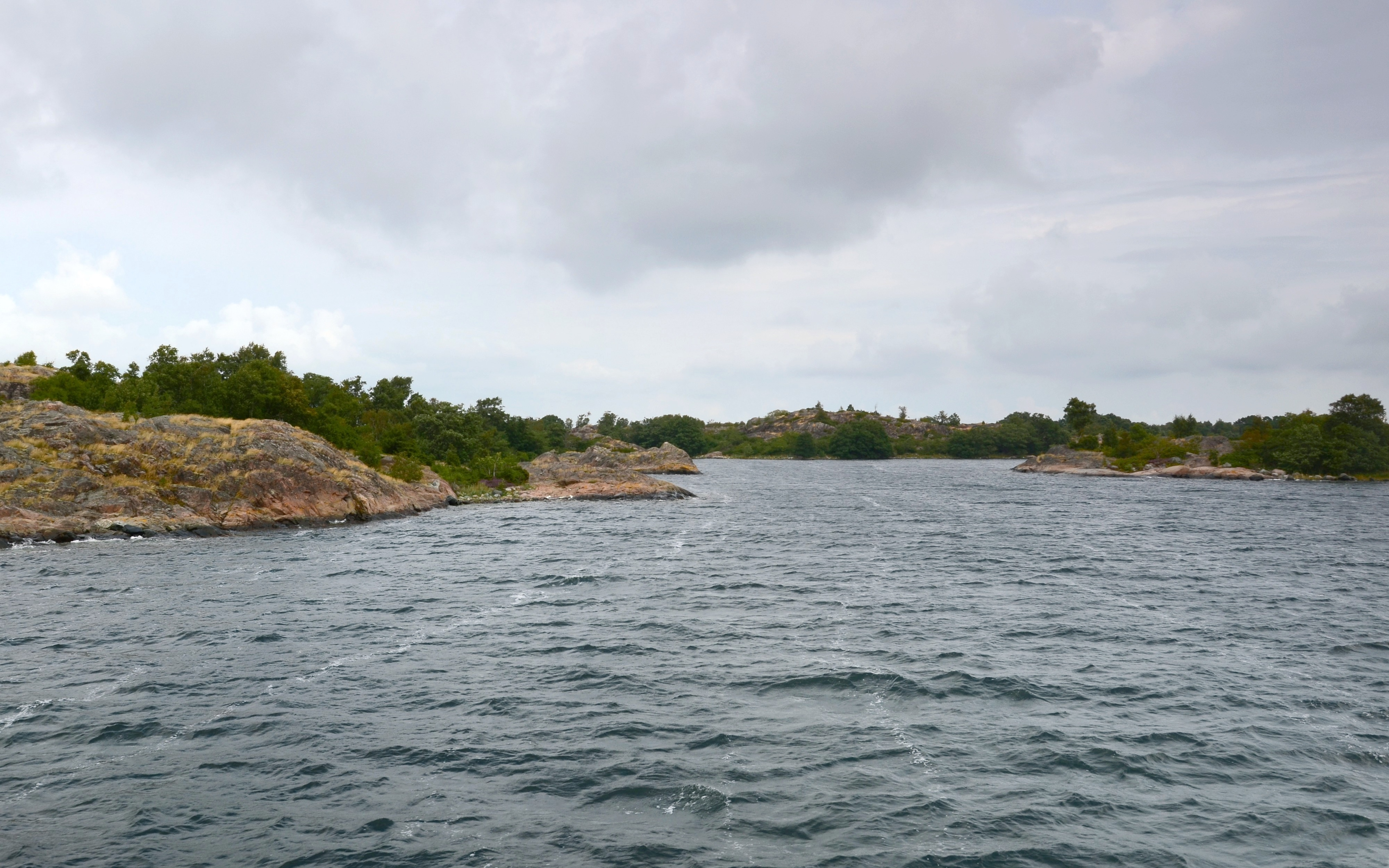
Naturhamnen mellan Hummelskär och Söderö i Långviksskärarkipelagen i Stockholms skärgård
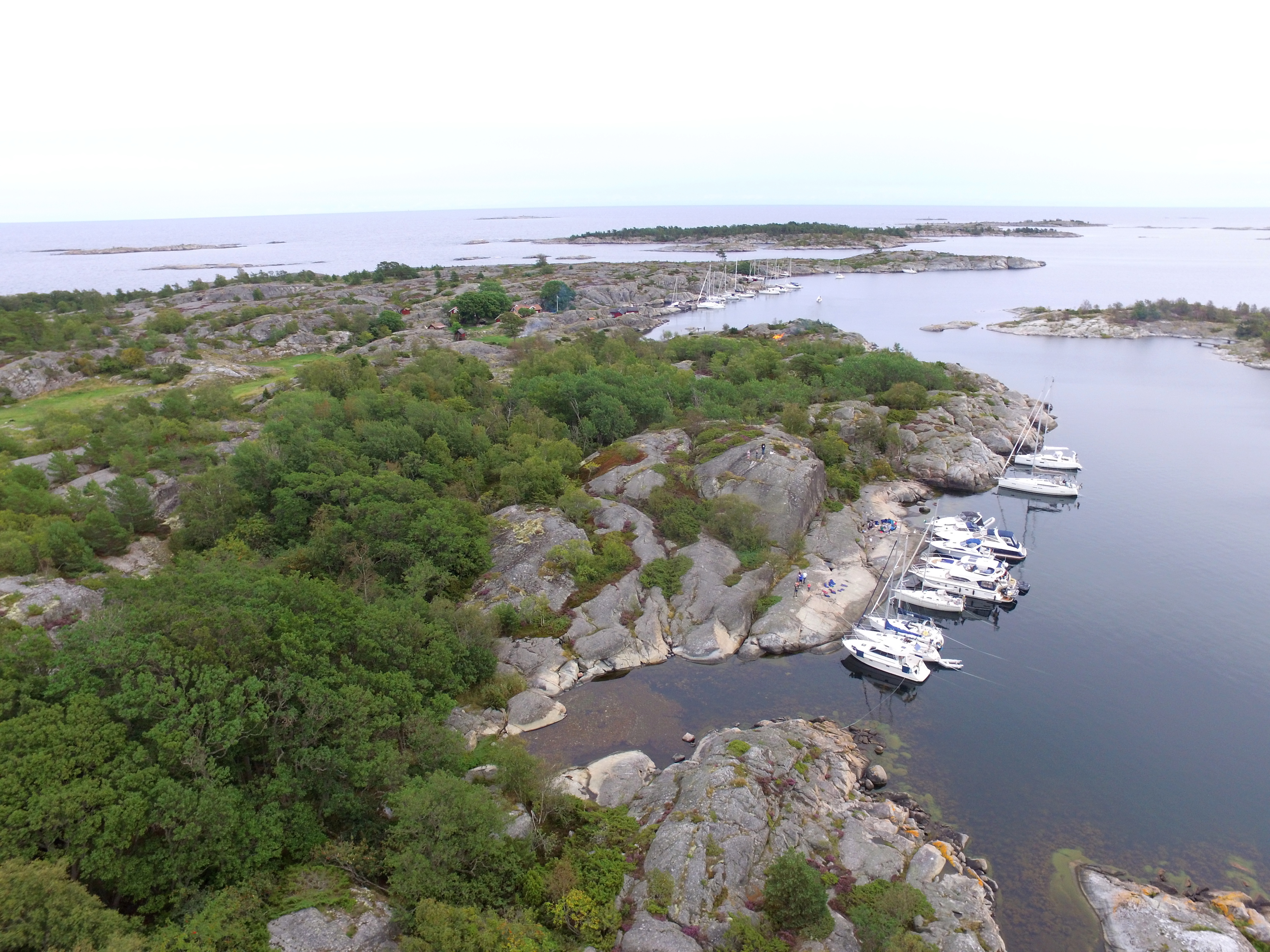
Båtklippan på Bullerön